# 세번걸이 엔터테인먼트
세번걸이 엔터테인먼트(영어: Sebunguri Entertainment)는 2016년 4월 21일에 이상록이 창립한 기획사 및 음반사이다. 이상록은 현금 1조 원 대의 거부로서, 세번걸이는 신생 회사답지 않게 청담동의 괜찮은 건물을 사용하고 있다. 이상록은 2017년 10월께 대표이사에서 물러나 사임이사로 옮겼으며 일주일에 사나흘 정도만 출근한다.

## 현재 소속 연예인
- 서은아
- 정다솔
- 차준
- 이동우
- 유서진
- 김지연
- 이선진

## 과거 소속 연예인
- KCM
- 나비
- 김희원 (배우)